# Igreja da Exaltação de Santa Cruz
A Igreja da Exaltação de Santa Cruz, ou Igreja de Santa Cruz, é a igreja matriz da paróquia da Batalha, na diocese de Leiria-Fátima. Situa-se na freguesia da Batalha, no Município da Batalha, em Portugal.
Foi classificada como Monumento Nacional em 23 de Junho de 1910.

## História
A igreja matriz batalhense foi construída durante o reinado de D. Manuel I. A sua erecção, iniciada em 1514, resulta de um pedido dos habitantes da recém-criada vila e paróquia, pois a pequena igreja de Santa Maria-a-Velha já não comportava o número de fiéis da vila. A obra foi acabada em 1532, conforme inscrição no portal, mas a Confraria da Misericórdia da Batalha, à época dona do templo, ainda investiu avultadas somas, pelo menos até 1537, na conclusão do monumento.
A sua arquitectura foi influenciada pelo estilo manuelino, bastante visível no portal, e possui também traços tardo-barrocos (devido às obras da década de 1770) e revivalistas (graças a intervenções em 1935).
Devido a um abalo sísmico, ocorrido em 1858, o telhado e parte da torre sineira ruíram, e durante umas décadas o edifício foi votado ao abandono, tendo até sido usado como cemitério.

## Arquitectura
A traça desta igreja quinhentista foi atribuída a um dos mestres do Mosteiro da Batalha, Diogo Boitaca, admitindo-se a participação ainda de outro arquitecto daquele monumento, Mateus Fernandes.
O templo tem planta longitudinal: a nave e a capela-mor têm feições rectangulares, esta última de menores dimensões e ladeada pela sacristia. As fachadas, rebocadas e pintadas de branco, são enquadradas por embasamento, cunhais e beiral duplo e suportadas por contrafortes, lateralmente.
A fachada principal, virada a oeste, é dominada pelo portal principal em arco policêntrico, fortemente manuelino. O portal é constituído por um alfiz pouco saliente emoldurado por colunelos facetados com capitéis vegetalistas. Toda a peça é delimitada por faixas decoradas com grutescos. Dos dois lados, existem nichos vazios com mísulas e baldaquinos com motivos vegetalistas. O tímpano do arco é composto por um trilóbulo e várias contracurvas guarnecidas — estes elementos são decorados com folhagem, cogulhos, florões e pinhas. Nos cantos, dentro de anéis e sobre escudos recortados, estão esculpidos dois símbolos nacionais: a cruz da Ordem de Cristo e a esfera armilar.
Acima deste conjunto, encontra-se um janelão de molduras barrocas com frontão contracurvado e remate em empena recortada.
A torre sineira, adossada à esquerda da fachada principal, compõe-se de três registos separados por friso e cornija, sendo o primeiro rasgado por uma pequena fresta, o segundo cego e o terceiro aberto por ventanas sineiras em arco pleno. A fachada norte da torre apresenta um portal polilobado no primeiro registo, pelo qual se acede ao coro alto e aos sinos, e no segundo uma fresta. A torre é rematada por balaustrada de flores-de-lis e coruchéu piramidal. Refira-se que esta torre é recente, das obras da década de 1930 (a anterior era caracterizada por dois olhais).
As fachadas laterais (sul e norte) da igreja são definidas por contrafortes escalonados, janelas em arco e mais portais polilobados.

## Interior
No interior, destacam-se o arco cruzeiro e a abóbada nervurada da capela-mor, que sobreviveram da obra primitiva, e ainda o retábulo embutido em pedra com mármore policromado e a pia baptismal (vindos do Mosteiro da Batalha no século passado) e os azulejos do frontal e dos silhares, aproveitados do Mosteiro de Nossa Senhora de Ara Coeli de Alcácer do Sal.

## Galeria

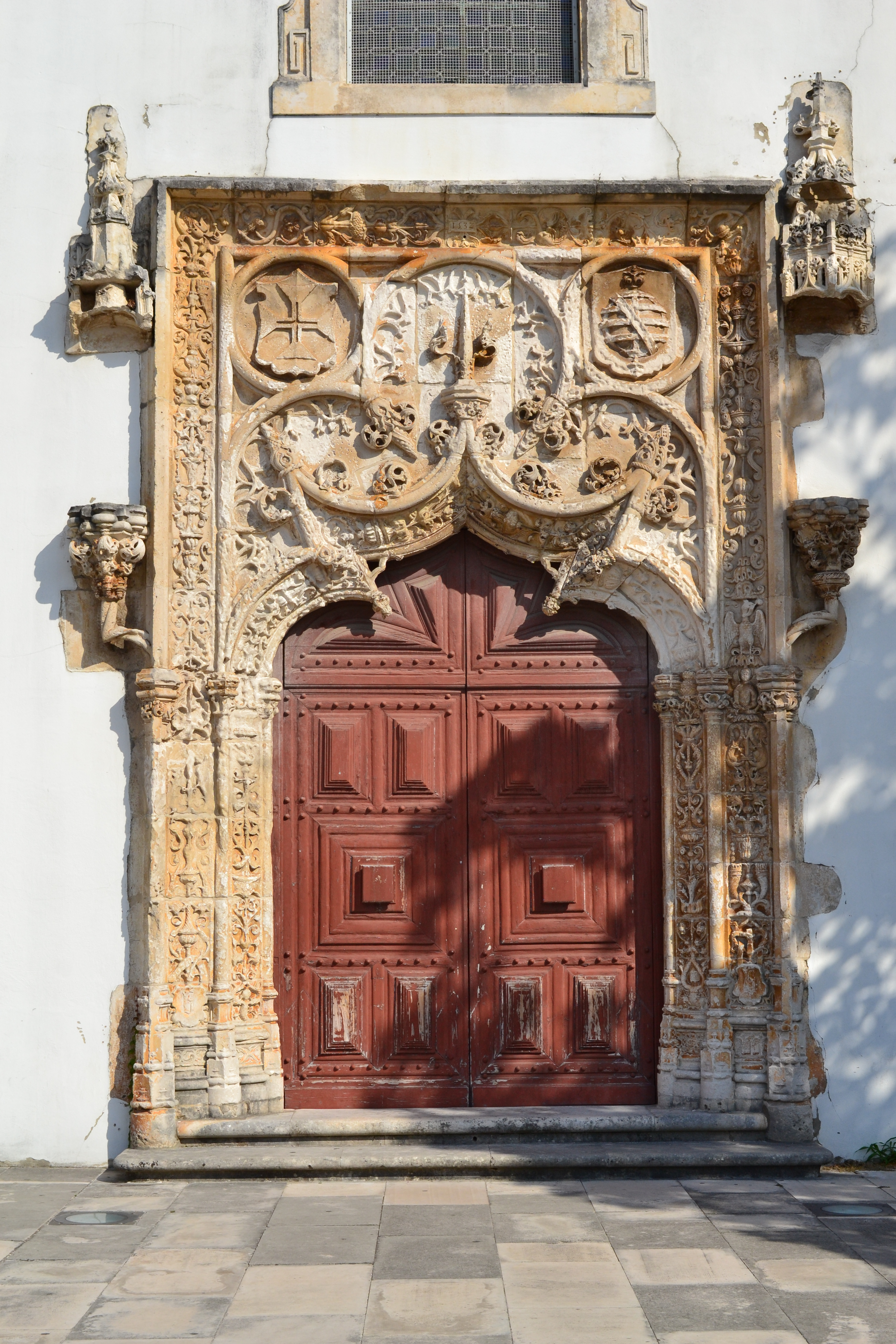
Portal
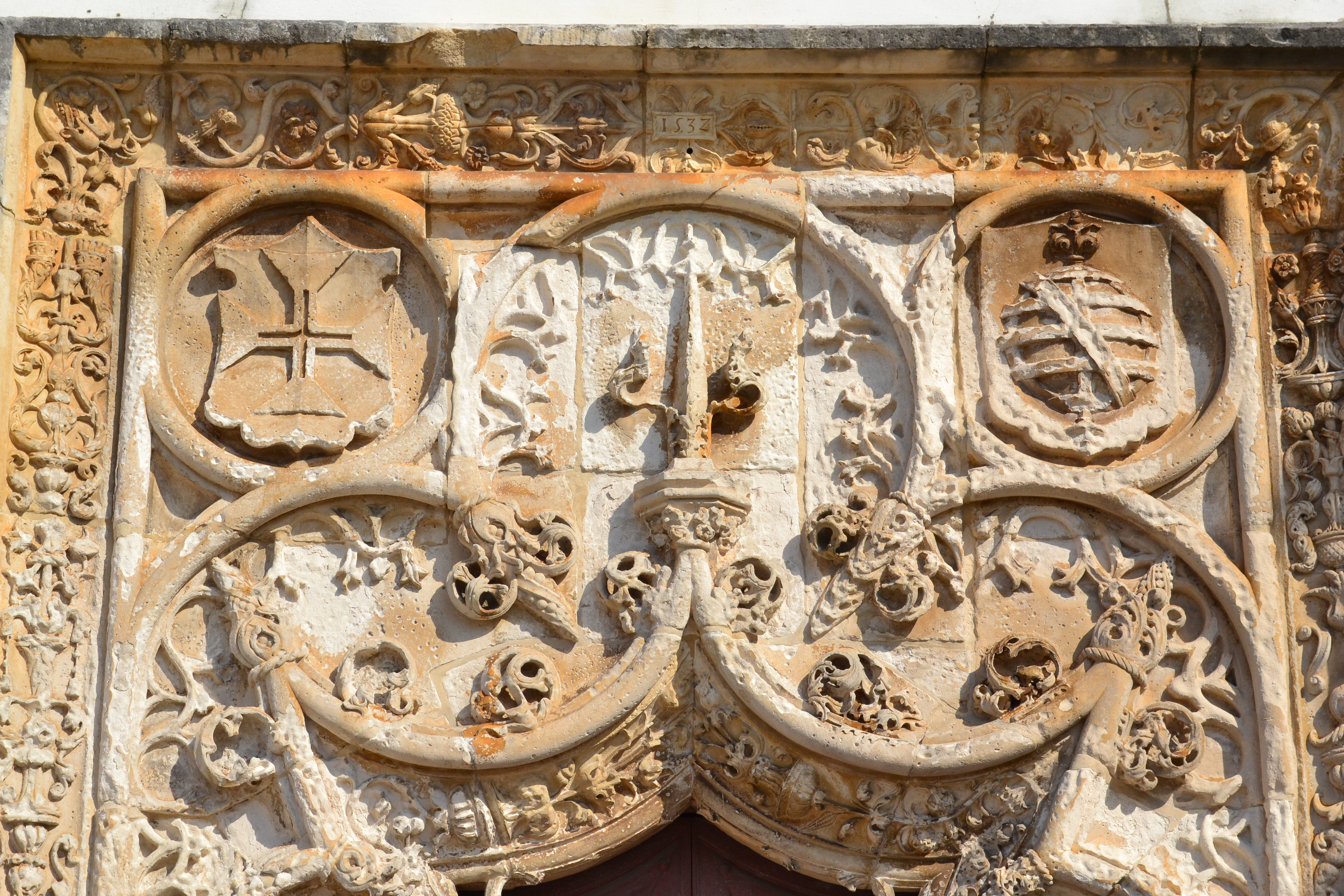
Tímpano do portal
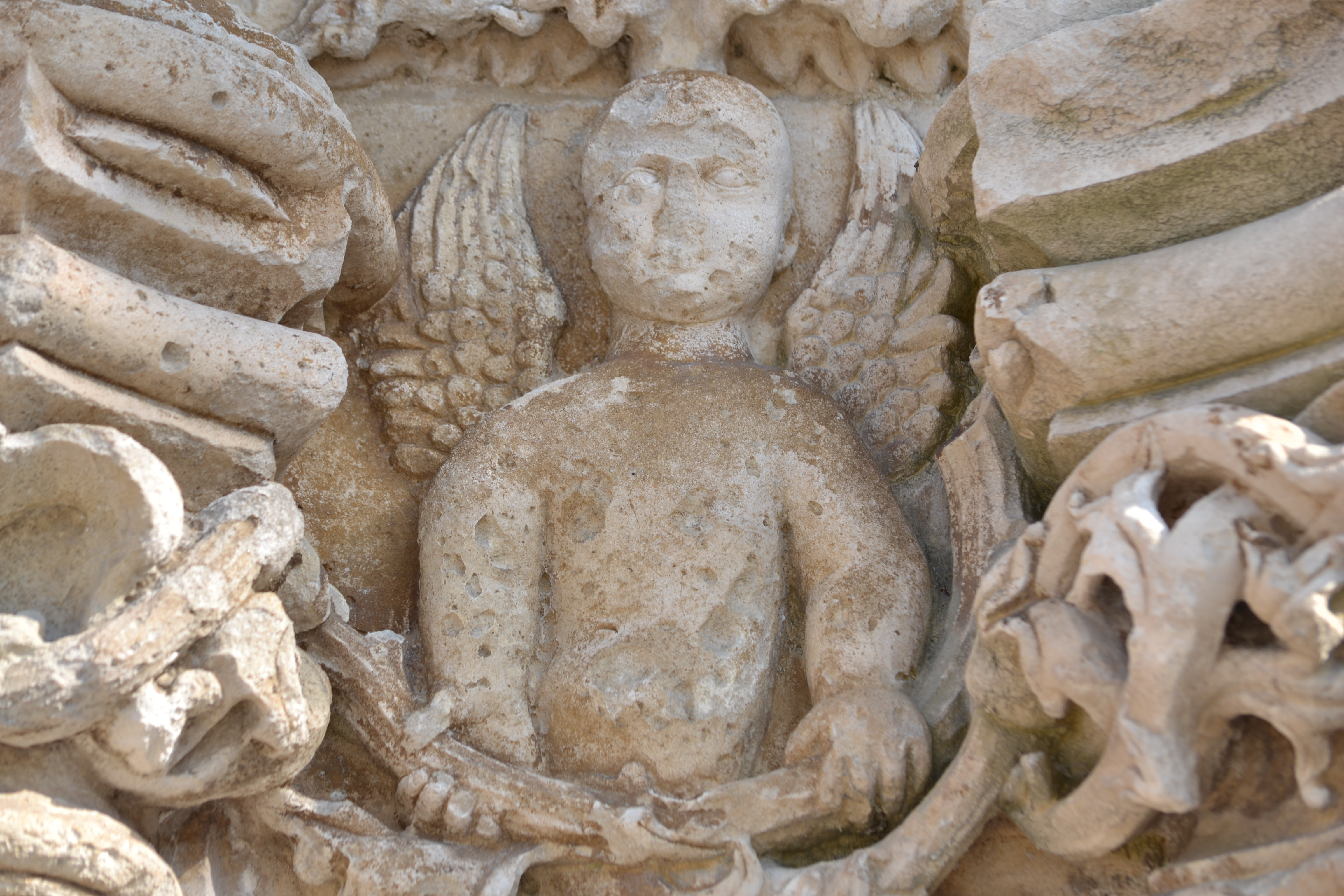
Grutesco (anjo) presente no portal
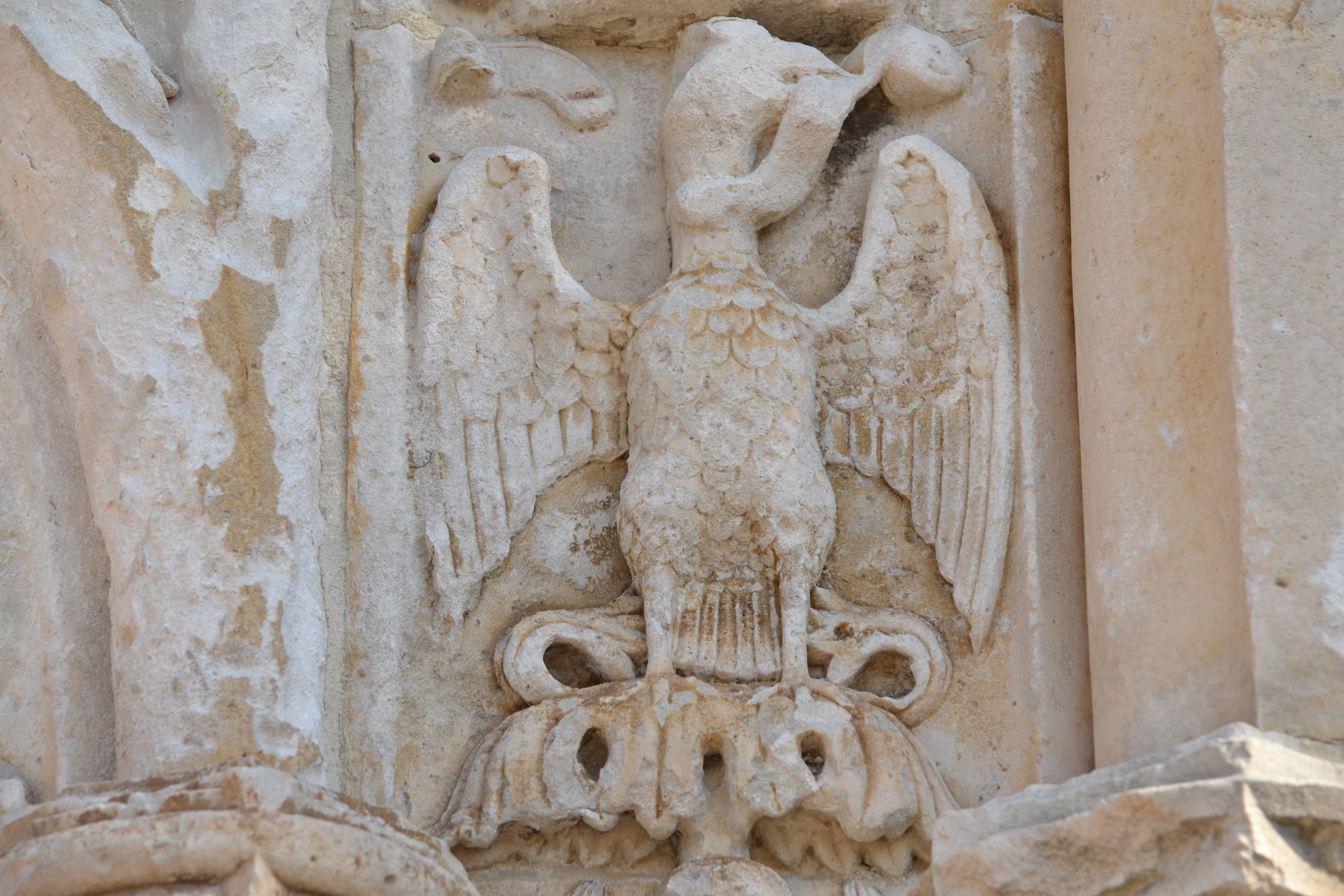
Grutesco (águia) presente no portal
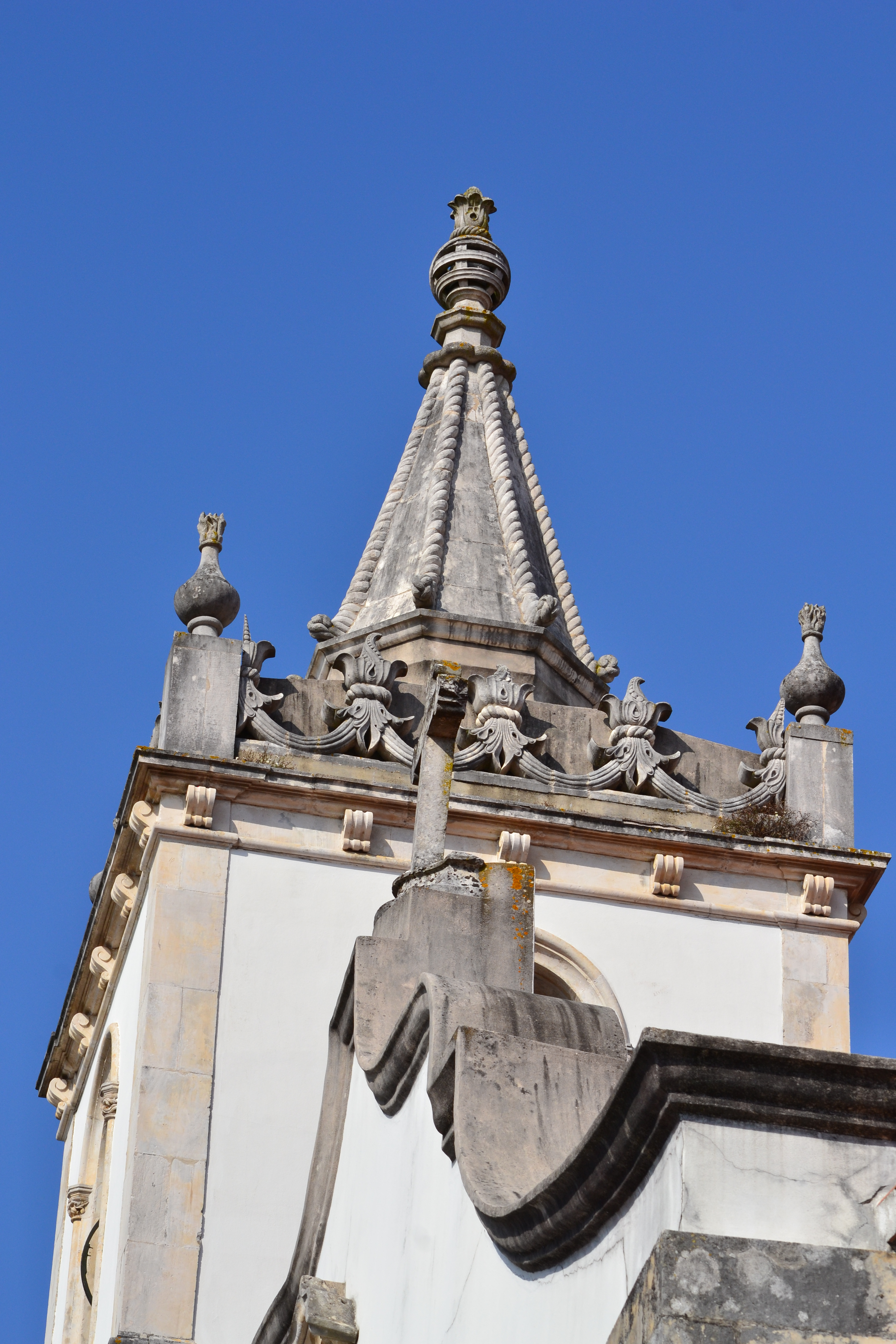
Pináculo da torre sineira
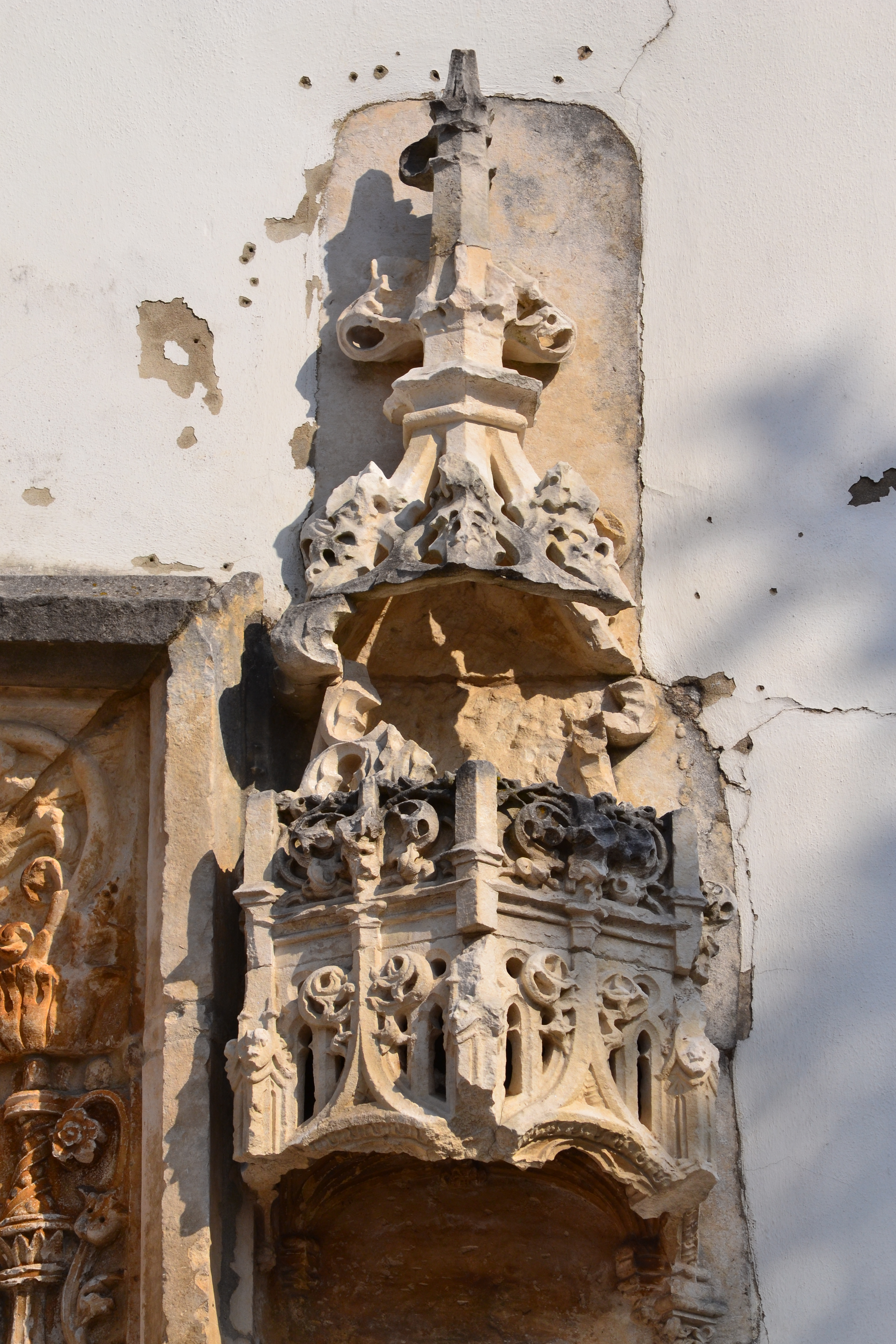
Mísula junto ao portal
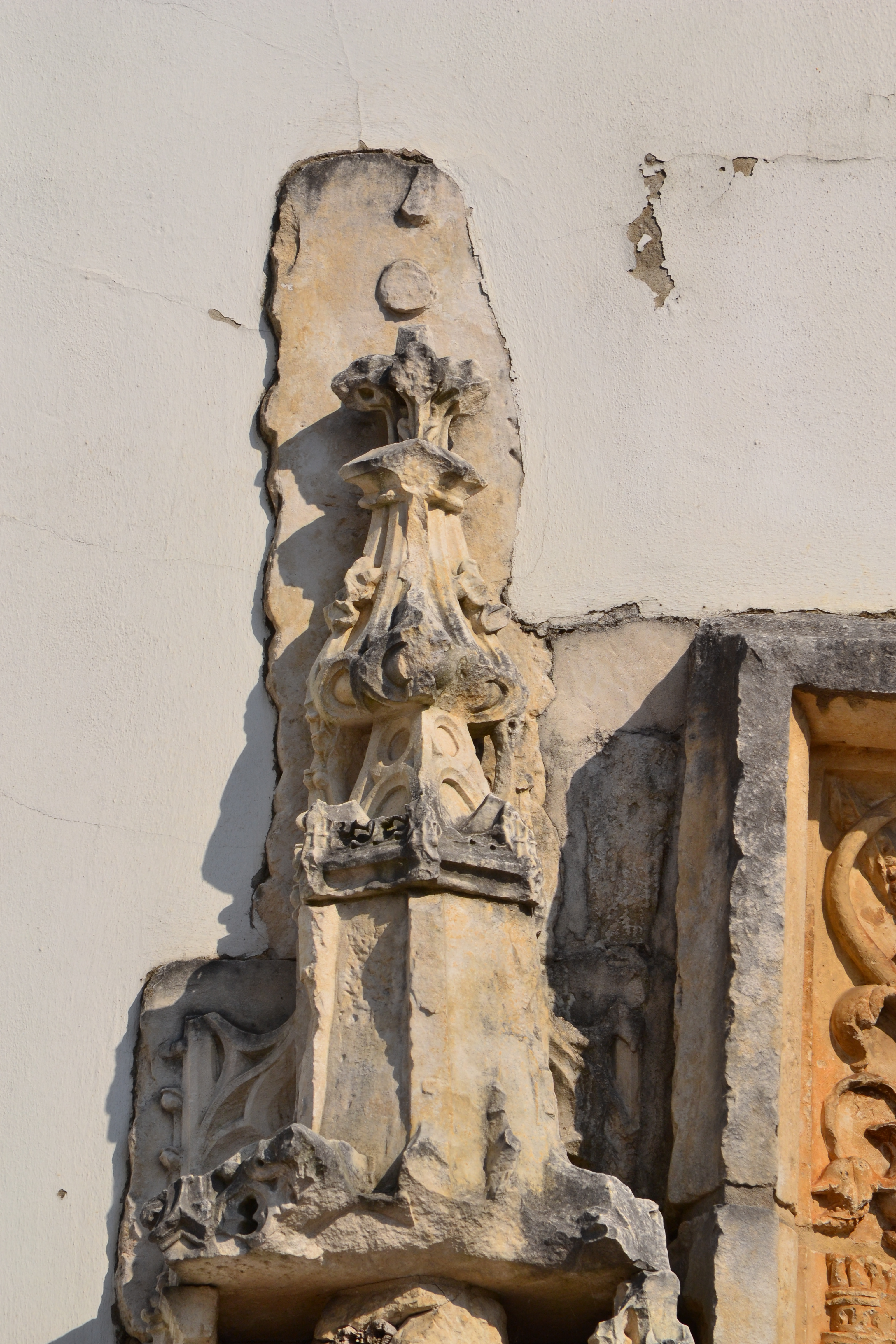
Mísula junto ao portal
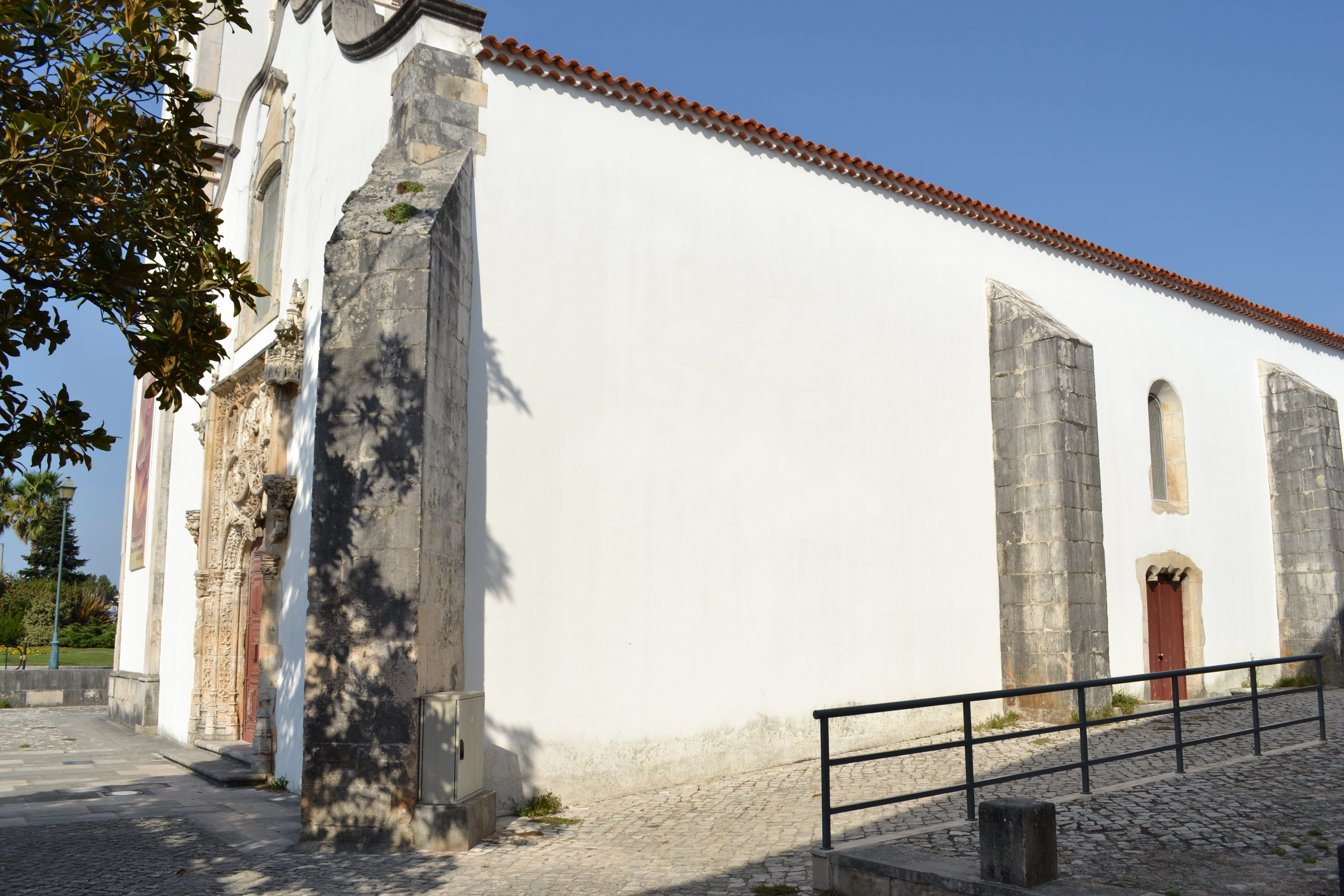
Fachada sul
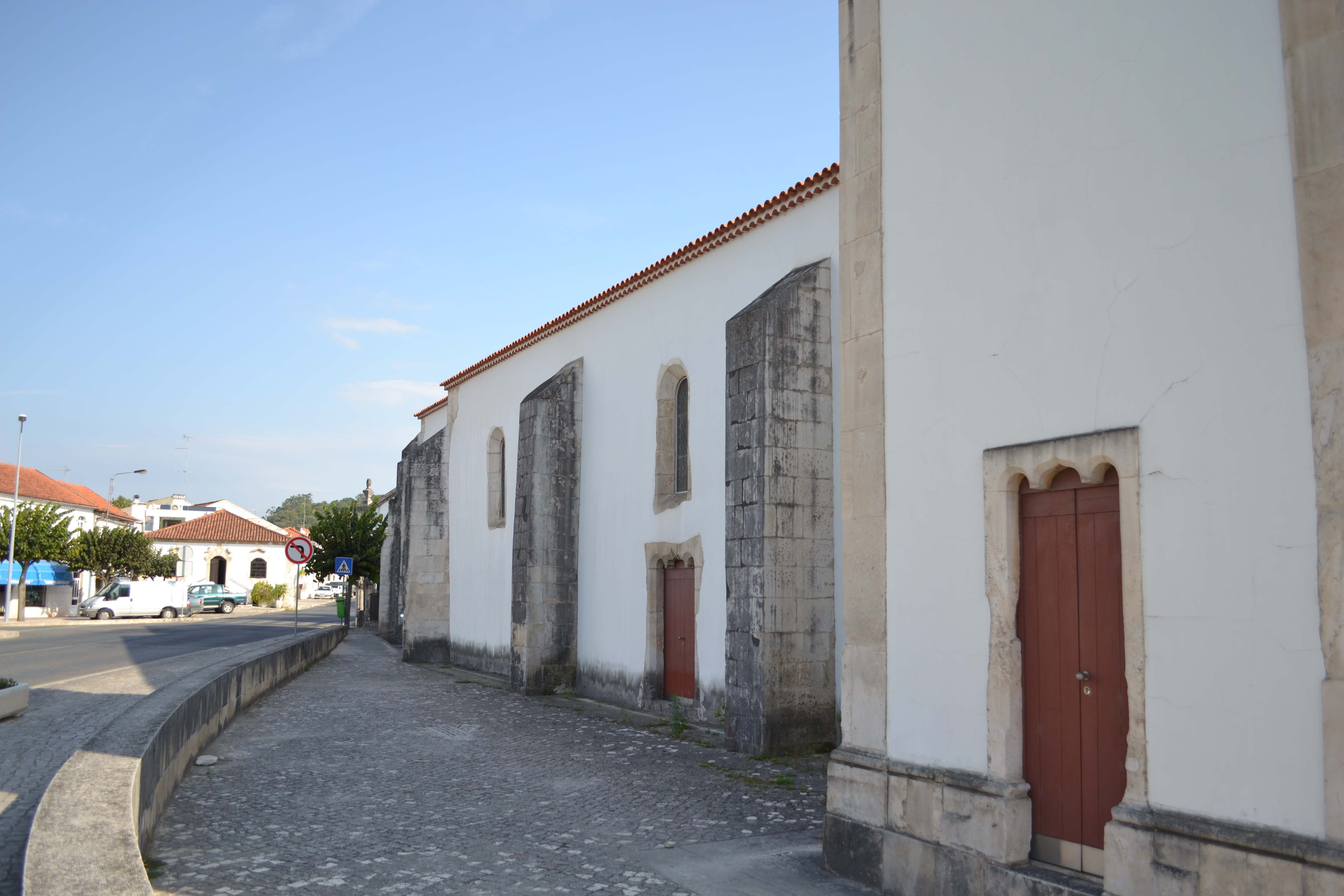
Fachada norte